# Geraldine Chaplin
Geraldine Leigh Chaplin (ur. 31 lipca 1944 w Santa Monica) – amerykańska aktorka, której długa kariera obejmuje role w filmach angielskich, hiszpańskich, francuskich, włoskich i niemieckich.

## Życiorys
Urodziła się w Santa Monica w Kalifornii jako córka Charliego Chaplina, pierwsze z ośmiorga dzieci z jego czwartą żoną Oony O’Neill, a tym samym wnuczka dramaturga Eugene’a O’Neilla. Jej rodzina miała pochodzenie angielskie i irlandzkie. 
Po raz pierwszy pojawiła się na ekranie jako dziewczynka w scenie otwarcia w czarno–białym komediodramacie Charlesa Chaplina Światła rampy (Limelight, 1952). W wieku ośmiu lat wyemigrowała wraz z matką do Vevey w Szwajcarii. W 1961 przeniosła się do Londynu. Uczyła się baletu klasycznego w londyńskiej Royal Ballet School, ale nie czuła, że jest na tyle dobra, aby zajmować się tym zawodowo. Wystąpiła w Théâtre des Champs Élysées w balecie Kopciuszek. Była tancerką i modelką w cyrku Medrano de París. Jacques Deray zaangażował ją do roli Zeldy, córki milionera porwanej przez gang w dramacie kryminalnym Piękny, letni poranek (Par un beau matin d’été, 1965) z Jeanem-Paulem Belmondem. Zyskała rozgłos rolą Toni, żony tytułowego bohatera (Omar Sharif) w ekranizacji powieści Borisa Pasternaka Doktor Żywago (Doctor Zhivago, 1965) w reżyserii Davida Leana; za rolę otrzymała nominację do Złotego Globu w kategorii najbardziej obiecująca debiutantka. W 1967 wystąpiła na Broadwayu jako Alexandra Giddens w sztuce Lillian Hellman Lisie gniazdo. 
W dramacie kryminalnym Obcy w domu (Stranger in the House, 1967) na podstawie powieści Georgesa Simenona zagrała postać Angely Sawyer, córki skłóconej z ojcem (James Mason). Przełom nastąpił w 1968, gdy przyjechała na 21. Międzynarodowy Festiwal Filmowy w Cannes wraz z Carlosem Saurą promując dreszczowiec psychologiczny Mrożony peppermint (Peppermint frappé, 1967), gdzie zagrała podwójną rolę uwodzicielskiej Eleny i skromnej pielęgniarki Any. W meksykańskim telewizyjnym filmie krótkometrażowym Nefretete i Achenatos (Nefertiti y Aquenatos, 1973) wystąpiła jako Nefertiti.  
Zasiadała w jury konkursu głównego na 35. MFF w Cannes (1982). Przewodniczyła jury Złotej Kamery na 55. MFF w Cannes (2002).
Wcieliła się też w postacie biblijne w miniserialach NBC: Elżbietę w Marii, matce Jezusa (Mary, Mother of Jesus, 1999) i Jokebed w U zarania (In the Beginning, 2000).

## Życie prywatne
W latach 1967–1979 była w nieformalnym związku z hiszpańskim reżyserem filmowym Carlosem Saurą, z którym ma syna Shane’a (ur. 1974). Jej partnerem został później chilijski operator filmowy Patricio Castilla, z którym ma córkę Oonę (ur. 1986).
Ma dom przy plaży w Miami, a także przebywa często w Madrycie i Szwajcarii.

## Filmografia

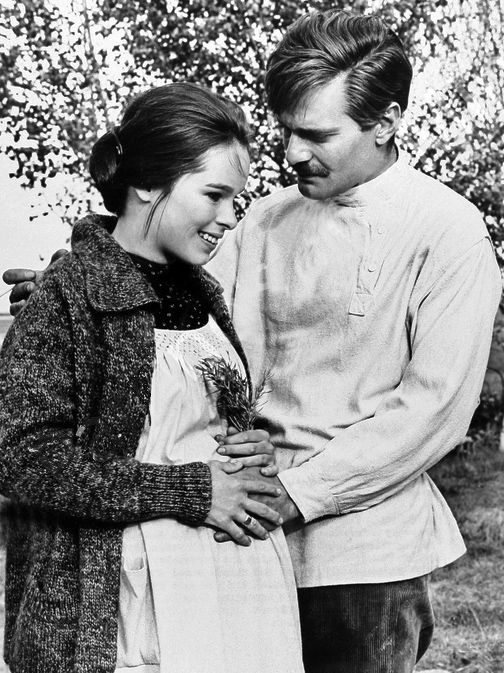
Geraldine Chaplin i Omar Sharif w filmie Doktor Żywago.

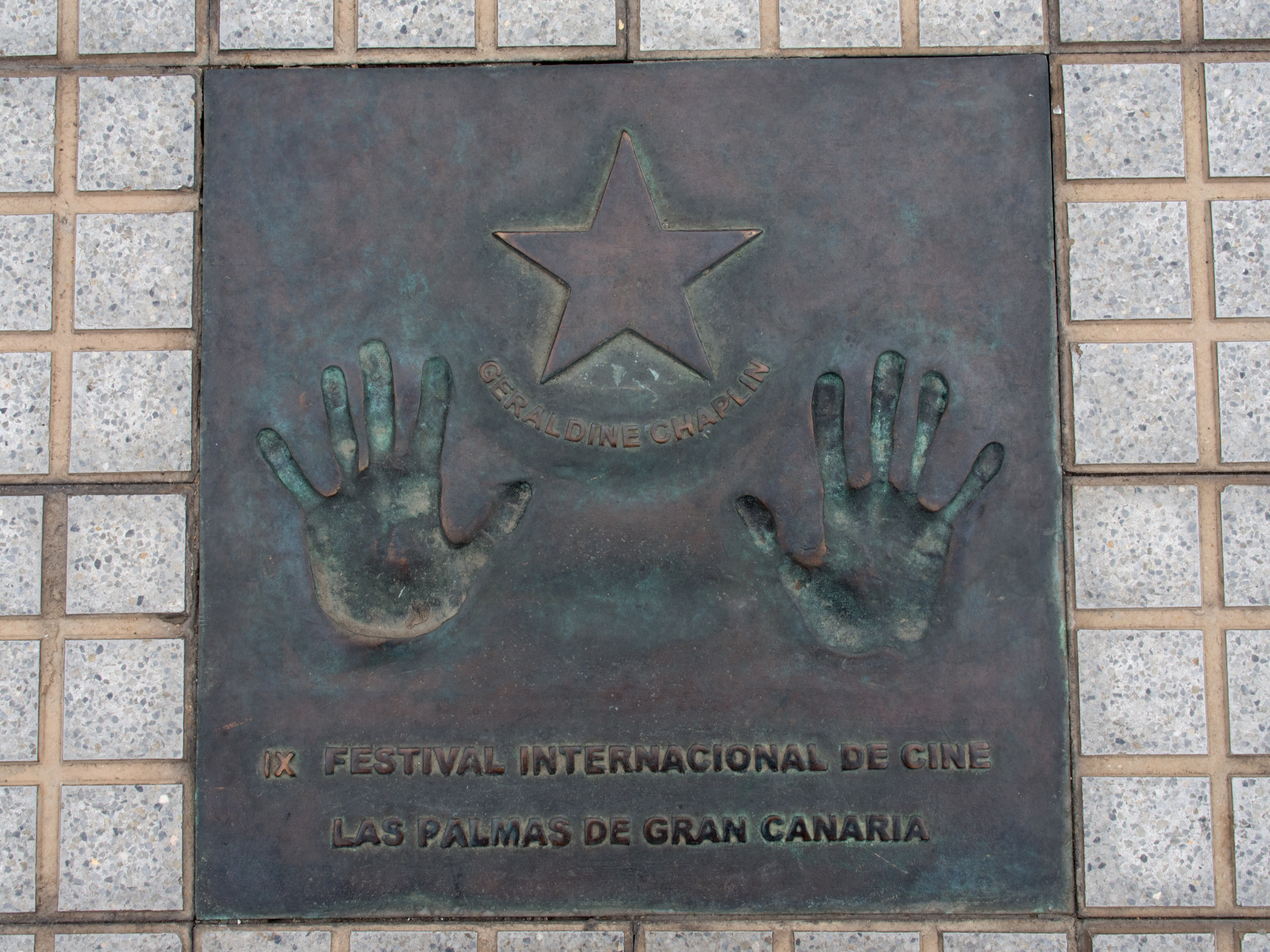
Odciśnięte dłonie Chaplin w Alei Gwiazd w Las Palmas.

| - 1952 Światła rampy jako Dziewczynka w scenie otwarcia - 1965 Doktor Żywago jako Tonia Gromieko Żywago - 1965 Zbrodnia na letni poranek jako Zelda - 1967 Mrożony peppermint jako Elena - 1967 Hrabina z Hongkongu jako tancerka - 1967 Casino Royale jako policjantka - 1967 Obcy w domu jako Angela Sawyer - 1967 Zabiłem Rasputina jako Munia Gołowina - 1968 Stres we troje jako Teresa - 1969 Kryjówka jako Therese - 1970 Hawajczycy jako Purity Hoxworth - 1971 Zawieszeni na drzewie jako pani Muller - 1972 Dom bez granic jako Lucía Alfaro - 1973 Anna i wilki jako Anna - 1973 Trzej muszkieterowie jako Anna Austriaczka - 1974 Czterej muszkieterowie jako Anna Austriaczka - 1975 Nashville jako Opal - 1975 Nakarmić kruki jako Ana – Matka - 1976 Buffalo Bill i Indianie jako Annie Oakley - 1977 Elizo, życie moje jako Elisa Santamaria - 1978 Dzień weselny jako Mistrzyni ceremonii, Rita Bingsley - 1979 Mama ma sto lat jako Anne - 1980 Słodka podróż jako Lucie - 1981 Pęknięte zwierciadło jako Ella Zielinsky - 1981 Jedni i drudzy jako Sara Glenn - 1981 Świat zabawy jako Lily Bart - 1982 Casting jako Nora W. - 1984 Miłość na ziemi jako Charlotte - 1985 Korsykańscy bracia jako madame Savilia de Franchi - 1987 Biała gorączka jako Nina Soames - 1988 Moderniści jako Nathalie de Ville - 1989 Powrót muszkieterów jako królowa Anna Austriaczka - 1990 Dzieci jako Joyce Weaver - 1991 Sypialnia Bustera jako Diana Daniels - 1992 Chaplin jako Hanah Chaplin - 1992 Po sezonie jako Anarchistka | - 1993 Wiek niewinności jako pani Welland - 1994 Słowa w okienku jako Panna McKenna - 1995 Wakacje w domu jako Ciotka Gladys - 1996 Podróże Guliwera jako cesarzowa Munodi - 1996 Jane Eyre jako panna Scatcherd - 1997 Matka Teresa: w imię dzieci bożych jako matka Teresa - 1997 Odyseja jako Euryciela - 1998 Kuzynka Bette jako Adeline Hulot - 1999 Maria, Matka Jezusa jako Elżbieta - 1999 Berezyna jako Charlotte De - 2001 Miasto bez granic jako Marie - 2002 Porozmawiaj z nią jako Katerina Bilova - 2002 Twarze księżyca jako Joan Turner - 2003 Zimowe przesilenie jako Gloria Blundell - 2004 Opowieść wigilijna jako Duch Przyszłych Świąt - 2005 Tajemna moc jako Adela - 2005 Heidi jako Rottenmeier - 2006: Melissa P. jako babcia Elvira - 2006: Panna Marple: Uśpione morderstwo jako pani Fane - 2007: Sierociniec jako Aurora - 2007: Święta Teresa jako siostra przełożona - 2008: Dziennik Nimfomanki jako Marie Tasso – babcia Valére - 2009: Samotna wyspa jako Victoria - 2010: Moskitiera jako María - 2010: Wilkołak jako Maleva - 2011: Zamieszkajmy razem jako Annie Colin - 2011: Gdy budzą się demony jako Abileyza - 2012: Niemożliwe jako starsza kobieta - 2012: The Hollow Crown jako Alice - 2013: Jo jako Liliane Coberg - 2013: Powrót jako Coco Chanel - 2014: Valentin, Valentin jako Jane - 2015: Zakazany pokój jako ciotka Chance - 2016: Siedem minut po północy jako dyrektorka szkoły - 2017: Tierra firme jako Germaine - 2018: Jurassic World: Upadłe królestwo jako Iris - 2019 The Crown jako Wallis Simpson - 2021: 98 segundos sin sombra jako Clara Luz - 2023: Seneca jako Cecilia |

## Nagrody i nominacje
| Rok  | Nagroda                                             | Kategoria                          | Film                        | Rezultat  |
| ---- | --------------------------------------------------- | ---------------------------------- | --------------------------- | --------- |
| 1966 | Złoty Glob                                          | Najbardziej obiecująca debiutantka | Doktor Żywago (1965)        | Nominacja |
| 1972 | Kataloński Międzynarodowy Festiwal Filmowy w Sitges | Najlepsza aktorka                  | Z.P.G. (1972)               | Wygrana   |
| 1976 | Złoty Glob                                          | Najlepsza aktorka drugoplanowa     | Nashville (1975)            | Nominacja |
| 1978 | Nagroda BAFTA                                       | Najlepsza aktorka drugoplanowa     | Witamy w Los Angeles (1976) | Nominacja |
| 1993 | Złoty Glob                                          | Najlepsza aktorka drugoplanowa     | Chaplin (1992)              | Nominacja |
| 2003 | Nagroda im. Goi                                     | Najlepsza aktorka drugoplanowa     | Miasto bez granic (2002)    | Wygrana   |
| 2008 | Nagroda im. Goi                                     | Najlepsza aktorka drugoplanowa     | Sierociniec (2007)          | Nominacja |